# Georgisch-Abchazisch conflict
Het Georgisch-Abchazisch conflict is een territoriaal conflict om de soevereiniteit over Abchazië, een gebied dat historisch onderdeel is geweest van verschillende Georgische staten en dat zich daarvan los probeert maken. Betrokkenen in het conflict zijn Georgië, Rusland en de door Rusland gecontroleerde en feitelijk afgescheiden Republiek Abchazië, die internationaal beperkt erkend wordt. Georgië en vrijwel alle leden van de Verenigde Naties beschouwen Abchazië als soeverein grondgebied van Georgië.
Het hedendaagse conflict geldt als een van de meest gewelddadige in de voormalige Sovjetstaten en dateert uit de nadagen van de Sovjet-Unie en haar ontbinding, maar kan worden herleid tot het conflict van 1918-1921 om de controle over Abchazië, tussen de Democratische Republiek Georgië, bolsjewistisch Rusland, de Witten en Abchazische bolsjewieken. Het conflict wordt beschouwd als onderdeel van Russische geopolitiek om controle over de Kaukasus.

## Historische achtergrond
In de 8e eeuw maakte het koninkrijk Abchazië zich los van het Byzantijnse Rijk en slaagde erin heel West-Georgië te verenigen als Egrisi-Abchazië met Koetaisi als hoofdstad. Onder Georgiërs en Abchaziërs zijn er verschillende opvattingen over dit koninkrijk. Het gebied, dat in de oudheid deel uitmaakte van het West-Georgische koninkrijk Colchis en diens opvolger Egrisi, viel steevast onder de Georgische politiek-culturele wereld. Georgiërs zien het koninkrijk Abchazië dan ook vooral als een van de Georgische koninkrijken, temeer de fusie met Egrisi, terwijl Abchaziërs hierin hun eerste onafhankelijke staat zien. In 1008 vormde (Egrisi)-Abchazië met Tao-Klardzjeti de basis voor het verenigde koninkrijk Georgië en de Georgische "gouden eeuw".
In de late 15e eeuw viel het Georgische koninkrijk uiteen in verschillende kleinere koninkrijken en prinsdommen. Het vorstendom Abchazië was formeel onderdanig aan het koninkrijk Imeretië, maar behield autonomie onder het Ottomaanse gezag, dat vanaf de 16e tot 18e eeuw West-Georgië controleerde. In de 19e eeuw deed het keizerrijk Rusland zijn intrede in Abchazië, toen het Georgië stap voor stap annexeerde. Na ruim een halve eeuw als Russisch protectoraat werd het vorstendom Abchazië in 1864 opgeheven. Het gebied werd als okroeg Soechoemi opgenomen in de Russische bestuurlijke indeling, tot 1905 ressorterend onder het West-Georgische gouvernement Koetais, daarna direct onder het onderkoninkrijk van de Kaukasus. Na het einde van de Kaukasusoorlog emigreerden islamitische Abchaziërs massaal uit het gebied en vestigden er zich Georgiërs, Russen, Armeniërs, Grieken en Esten.

## Conflict in 1918–1921

Het okroeg Soechoemi. Het district Gagra was in 1904 bestuurlijk overgeheveld naar okroeg Sotsji.

Na de Russische Revoluties van 1917 maakten mensjewistische leiders in Georgië de natie los van het Russische Rijk. Het land verklaarde zich in mei 1918 onafhankelijk als Democratische Republiek Georgië, geregeerd door de mensjewistische sociaaldemocratische partij, die de historische omvang van Georgië claimde, inclusief Abchazië. De Abchazische Volksraad, een multi-etnisch anti-revolutionair orgaan, werkte met de Georgische regering samen om de communistische krachten buiten de deur te houden voor het behoud van de Georgische onafhankelijkheid. Met succes wisten zij in 1918 Abchazische bolsjewisten onder leiding van Nestor Lakoba en een offensief van de Noord-Kaukasische Rode Garde te bestrijden. Een poging om een bolsjewistisch regime te installeren en bij Sovjet-Rusland aan te sluiten mislukte.
Een tweede communistisch, aanvankelijk succesvol, offensief in juni 1918 mislukte ook en werd in juli teruggedrongen tot aan de stad Toeapse, 75 kilometer voorbij Sotsji en ver in het gouvernement Zwarte Zee. Dit diende onder meer om historisch Abchazisch territorium onder controle te krijgen en de communistische troepen op veilige afstand terug te dringen. De Abchaziche Volksraad ging in juni 1918 akkoord met autonomie binnen de Georgische staat. In de zomer van 1918 waren de Noord-Kaukasische communisten verslagen en kwam het Witte Leger van Anton Denikin op, dat de volgende bedreiging werd voor Georgisch-Abchazië.

### Sotjsiconflict

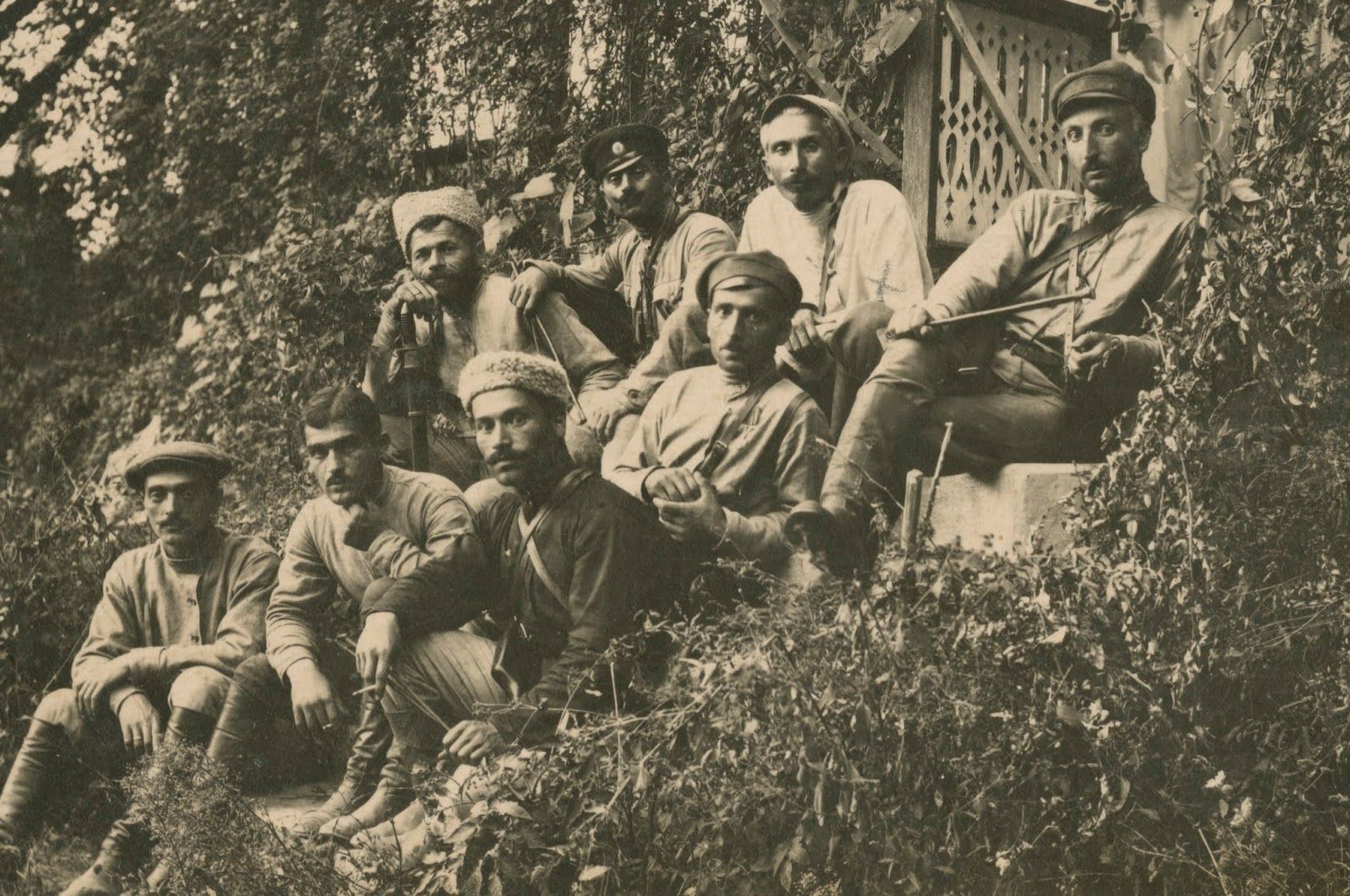
Georgische Volksgarde onder leiding van Valike Dzjoegeli in Gagra, na herovering op het Witte Leger (1919).

In het najaar van 1918 brak het Sotsjiconflict conflict uit door een offensief van generaal Denikin en zijn Witte Leger op Toeapse en Sotsji. Denikin drong in 1919 diep Abchazië in tot het dorp Bzipi, maar de Georgische strijdkrachten wisten de Witten uit Abchazië terug te dringen tot aan de rivier Pso-oe, vlak voor Sotsji. Dit werd in 1920 afgesproken als de Russisch-Georgische grens, die nog steeds geldt, waarmee Georgië de aanspraken op Sotsji en Toeapse moest laten varen. In februari 1921 werd de Abchazische autonomie binnen de Democratische Republiek Georgië vastgelegd in de grondwet.
Op dat moment was het Rode Leger net Georgië binnengevallen, in weerwil van de erkenning van de soevereiniteit negen maanden eerder. De republiek werd omvergeworpen en de Georgische Socialistische Sovjetrepubliek werd opgericht onder een bolsjewistisch bewind, die in 1922 opgenomen werd in de Sovjet-Unie. Abchazië behield de autonomie binnen de nieuwe Georgische sovjetrepubliek. Eerst werd het in 1921 opgericht als Abchazische Socialistische Sovjetrepubliek, een aparte sovjetrepubliek, maar nog datzelfde jaar werd het als een verdragsrepubliek ondergebracht in de Georgische SSR. In 1931 werd de feitelijke status als autonome deelrepubliek van Georgië omgezet in de naam, als de Abchazische Autonome Socialistische Sovjetrepubliek.

## Verhoudingen in het Sovjetsysteem

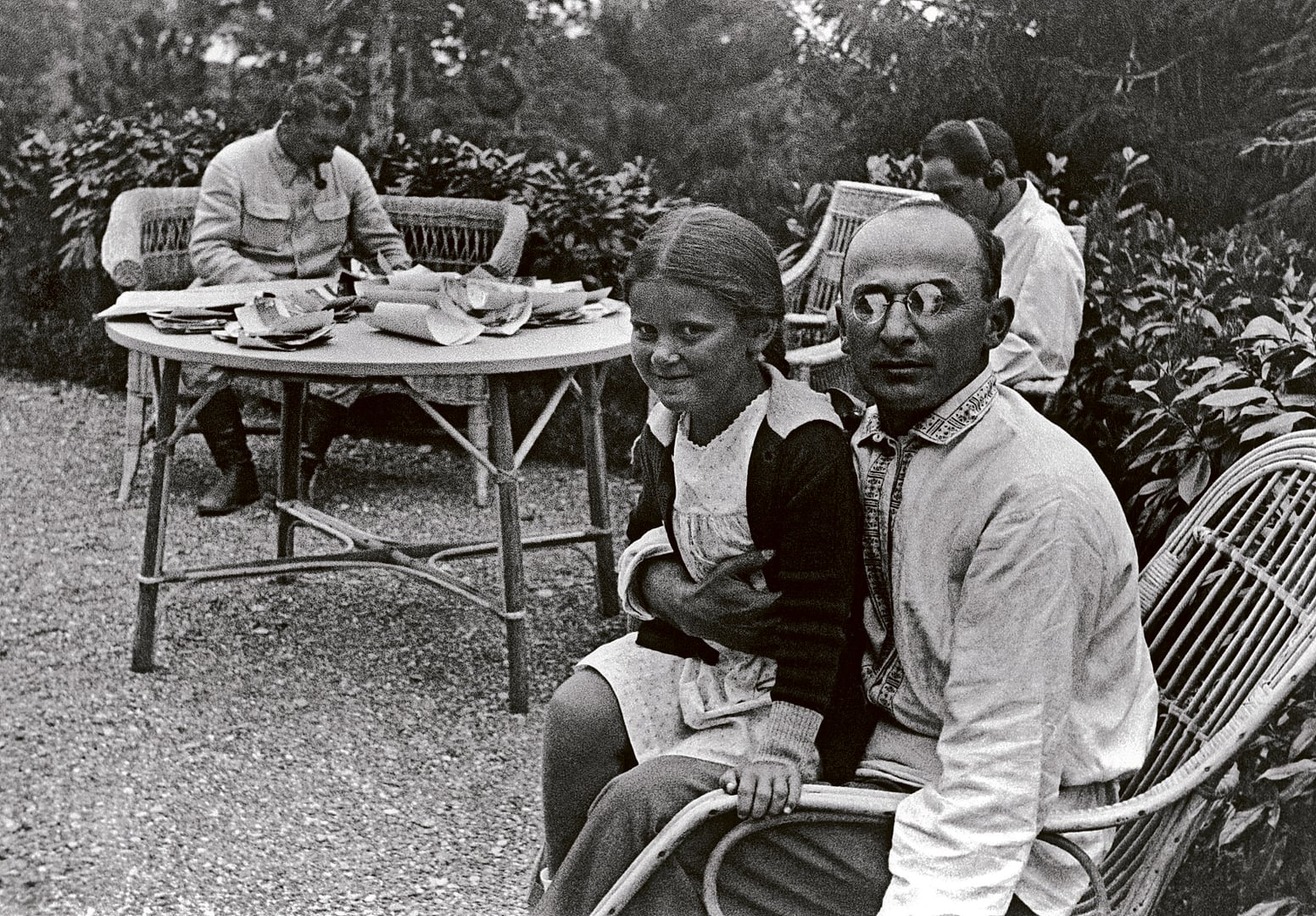
Lavrenti Beria en Stalin (linksachter) waren verantwoordelijk voor de 'Georgificatie' van Abchazië. Rechtsachter Nestor Lakoba, Abchazisch revolutionair en leider van de Abchazische sovjetrepubliek. Hij werd in 1936 door Beria door vergiftiging vermoord.

In de eerste helft van de Sovjetperiode werden veel etnisch Georgiërs door Lavrenti Beria uit andere delen van Georgië naar Abchazië verhuisd. Rond 1950 werd het Georgisch opgelegd in het onderwijs alsmede het gebruik van het Georgisch alfabet voor Abchazisch in plaats van het Cyrillisch alfabet. Deze gedwongen assimilatie, door Stalin en met name Beria opgelegd, vergrootte de Abchazische vijandigheid naar de Georgiërs. Na de dood van Stalin in 1953 volgde destalinisatie ten gunste van de Abchaziërs, wat de Abchazische overtuiging versterkte dat de Georgische nationaliteit van Stalin en Beria de oorzaak was van de gedwongen assimilatie. Nationalistische Georgiërs ontkenden dit en zagen Stalin niet als patriot gedreven door zijn afkomst, maar eerder als Russisch imperialist en landverrader. 
Het Sovjetsysteem om titulaire nationaliteiten in de (autonome) republieken voor te trekken via een quotumsysteem was een andere aanjager van spanningen. Door de massale Georgische migratie waren de Abchaziërs in 1989 een minderheid van 17 procent in Abchazië. Daartegenover was 46 procent Georgisch, 15 procent Armeens en 14 procent Russisch. De wet gaf de Abchazizische nomenklatoera een buitenproportionele vertegenwoordiging in machtsposities. Dit bracht ook de vrees onder Abchaziërs dat ze deze privileges wellicht konden verliezen in een zelfstandig Georgië, iets dat Georgiërs niet probeerden te ontzenuwen. De Georgische meerderheid wendde zich steeds meer tot Tbilisi voor steun, terwijl de Abchazische minderheid zich tot Moskou wendde met de roep de Abchazische autonome republiek onder de Russische SFSR te brengen.

## Conflictfase 1989-1993
In het dorp Lichni, een historisch trefpunt van Abchazische dissidentie tegen overheersers, vond op 18 maart 1989 een grote volksbijeenkomst plaats, waar tienduizenden Abchaziërs bij aanwezig waren. Het teruggeven van de volwaardige status van de sovjetrepubliek (SSR) werd er besproken, waarmee de Abchaziërs zich dus buiten de Georgische sovjetrepubliek wilden plaatsen. Noch de centrale autoriteiten van de Sovjet-Unie, noch de Georgische steunden dit initiatief.

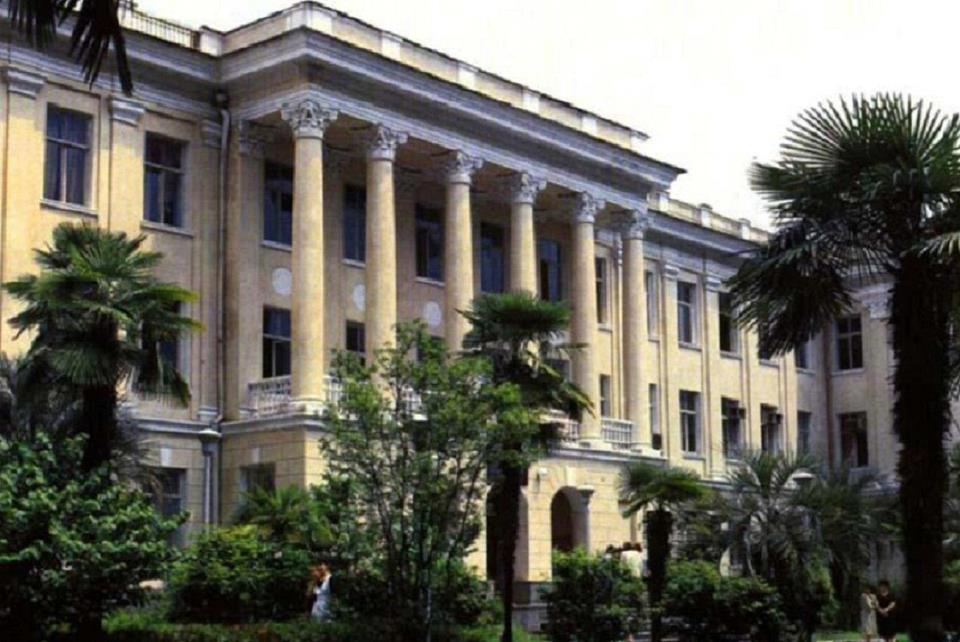
De eerste slachtoffers in het moderne conflict vielen in juli 1989 in Soechoemi als gevolg van de afscheiding van het Georgische deel van de universiteit.

Georgiërs in het hele land protesteerden tegen deze plannen en waren aanleiding voor grote massademonstraties in Tbilisi, die op 9 april 1989 met geweld werd neergeslagen door het Rode Leger. Deze factoren zetten een dynamiek in beweging, waarbij nationalistische sentimenten aan beide zijden versterkt werden. In juli 1989 vielen de eerste doden in Abchazië, toen het tot gewelddadige botsingen kwam tussen Abchaziërs en Georgiërs, waarbij 17 doden en 448 gewonden vielen.
Aanleiding was de etnische splitsing van de Abchazische Staatsuniversiteit, waar de Abchaziërs fel gekant tegen waren, die de oprichting in 1979 als een prestigekwestie zagen en een erkenning van hun culturele identiteit. Het Georgische deel werd overgeheveld naar de nieuwe Soechoemi-afdeling van de Staatsuniversiteit van Tbilisi.

### Conflict van wetten
Het bleef na de rellen in Soechoemi een jaar betrekkelijk rustig, maar ontwikkelde het conflict zich in meer politieke richting met een "oorlog der wetten". Op 25 augustus 1990 verklaarde de Opperste Sovjet van Abchazië zich onafhankelijk van Georgië en gaf zichzelf de titel van een volwaardige sovjetrepubliek. De volgende dag werd dit ongeldig verklaard door Georgië en een week later draaiden de Georgische afgevaardigden in de Abchazische Opperste Sovjet de onafhankelijkheid terug. 
In 1991 weigerde Georgië deel te nemen aan een referendum om de Sovjet-Unie als een vernieuwde federatie te behouden, en koos ervoor op 31 maart 1991 een onafhankelijkheidsreferendum te houden, wat op 9 april 1991 leidde tot een onafhankelijkheidsverklaring. Op 26 mei 1991 volgde eerste Georgische presidentsverkiezing die door nationalist Zviad Gamsachoerdia gewonnen werd. Hij was al sinds 1990 leider van de Georgische sovjetrepubliek. Abchazië negeerde de ontwikkelingen in Tbilisi, boycotte het referendum en presidentsverkiezing, en nam wel deel aan het Sovjetreferendum, dat werd geboycot door de Georgische bevolking van Abchazië.

### Gewapend conflict 1992-1993

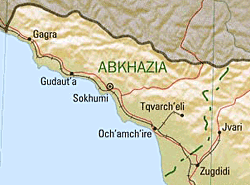
Kaart

Gamsachoerdia werd acht maanden later afgezet in een gewelddadige staatsgreep, wat de situatie in Georgië instabieler maakte, ondanks de komst van Edoeard Sjevardnadze, die probeerde om met de Abchazen compromissen te sluiten. Hij wist in juni 1992 de oorlog in Zuid-Ossetië te bevriezen met een akkoord en een Russische vredesmissie, maar in Abchazië liepen de spanningen juist op.
Begin augustus 1992 werden elf Georgische regeringsfunctionarissen ontvoerd door aanhangers van Gamsachoerdia, die nog steeds grote populariteit genoot in Mingrelië, dat aan Abchazië grenst. Sjevardnadze verklaarde als antwoord hierop de oorlog aan het kamp van Gamsachoerdia, dat zich in hun bolwerk Zoegdidi ophield. Sommige gegijzelden werden na een week vrijgelaten, waaronder de Georgische minister van binnenlandse zaken.
Georgische troepen begonnen hierna met een offensief om de overige gegijzelden te bevrijden. Na het veroveren van Zoegdidi was dit hun gelukt. Ook delen van Abchazië, waaronder Soechoemi, werden onder vuur genomen door de Georgische Nationale Garde die onder leiding stond van de minister van defensie, Tengiz Kitovani. Sjevardnadze verklaarde in het begin niet op de hoogte te zijn geweest van sommige acties. Georgische soldaten plunderden volgens ooggetuigen Abchazische huizen en namen in veel door de Abchazen bewoonde dorpen en steden gewelddadig de macht over. Officieel was het doel van de interventie de bescherming van de spoorwegen naar de Zwarte Zee. Gamsachoerdia bevestigde later dat Georgië één staat zal blijven en dat Georgië het volste recht heeft om troepen te sturen naar onstabiele regio's. Rusland en ook de Verenigde Staten hadden begrip voor de Georgische acties.
De leider van de Abchaziërs, Vladislav Ardzinba, trok zich met een groep aanhangers terug in de bergen en vroeg hulp aan de Confederatie van Kaukasische Bergvolkeren, die hij ook kreeg. De partizanenstrijd was begonnen en de Abchaziërs kozen de door voornamelijk Abchazen bewoonde kustplaats Goedaoeta, waar zich een groot Russisch militair vliegveld bevindt, als hun hoofdbasis. Op 2 oktober versloegen de Abchazen met hulp van de Tsjerkessen, Kabardijnen en de goed getrainde Tsjetsjenen de Georgiërs bij Gagra, wat een keerpunt betekende in de strijd. In de daarop volgende dagen en weken veroverden de Abchazen het hele noorden tot vlak bij Soechoemi; iets meer dan de helft van Abchazië.
Georgiërs werden verdreven uit hun huizen of gewoon zomaar geëxecuteerd. Ook de Armeniërs, Grieken en Russen werden, als ze met de Georgiërs samenwerkten, door de Abchazen en hun handlangers uit hun huizen gezet. De Abchazen, Tsjerkessen, Kabardijnen en Tsjetsjenen voerden een hardnekkig schrikbewind. Honderdduizenden Georgische burgers werden verdreven over de grens naar Zoegdidi. Een etnische schoonmaak was een feit.
Ook gingen steeds meer Russen voor de Abchazen vechten, waardoor de spanningen tussen Rusland en Georgië geleidelijk steeds verder opliepen. Sjevardnadze uitte de beschuldiging dat Rusland een complot smeedde om de Georgische staat te ondermijnen. Eind februari 1993 beschuldigde Sjevardnadze de Russische president Jeltsin van provocaties. Een Russisch gevechtsvliegtuig deed een raketaanval op het door Georgiërs beheerste Soechoemi, volgens het Russische leger als vergelding op de beschieting van een in Abchazië gelegerde Russische legereenheid.
Hierna eiste Sjevardnadze dat alle Russische legereenheden uit Abchazië en ook uit het zuidelijke Adzjarië moesten worden teruggetrokken, in verband met de beschuldiging van Sjevardnadze aan het adres van de Russische legerleiding, dat zij de Abchazen, maar ook de naar afscheiding strevende Adzjaren steunde. Gebeurde dit niet dan zou volgens Sjevardnadze het gehele Georgische leger gemobiliseerd worden om Georgië te verdedigen tegen de Russische bezetting.

### Russische vredesmissie vanaf 1993
Een oplossing werd gevonden in het stationeren van vredestroepen van het Gemenebest van Onafhankelijke Staten (GOS), wat in de praktijk inhield dat de Russische troepen bleven onder een internationaal gekleurde vredesmissie. Deze situatie bleef tot 2008, toen de vredesmissie formeel werd opgeheven en Rusland een "bilaterale" overeenkomst met het door hen erkende Abchazië sloot voor de permanente stationering van de Russische krijgsmacht. Georgië beschouwt dat als bezettingsmacht. In 1993 stuurde de Verenigde Naties een waarnemersmissie UNOMIG, een ongewapende missie van minder dan 100 waarnemers, die tot 2009 bleef toen Rusland niet meer akkoord ging met de halfjaarlijkse verlenging.

## Hervatting vijandelijkheden in 1998

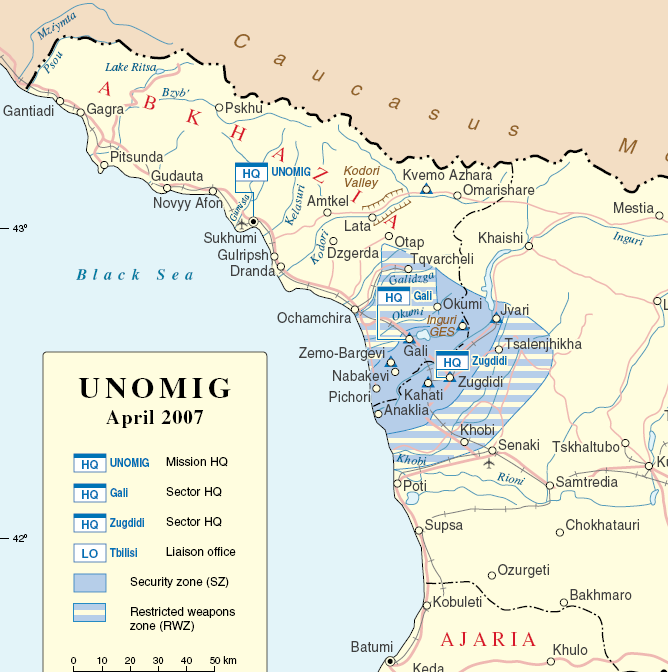
De confrontatie van mei 1998 speelde zich af in de zogenaamde 'Security Zone' tussen de steden Gali en Zoegdidi.

Gesprekken in verschillende internationale gremia slaagden er niet in het Georgisch-Abchazisch conflict op te lossen. Onder internationale bemiddeling konden niettemin tienduizenden etnische Georgiërs, die in 1993 gevlucht waren, weer terugkeren naar met name het district Gali, dat aan de grens met centraal-Georgië ligt en door voornamelijk Georgiërs bewoond werd. De door Georgië erkende autonome Abchazische regering (in ballingschap vond dat deze repatriëring niet snel genoeg ging. Door de activiteit van Georgische partizanen in het gebied hadden de Abchaziërs feitelijk geen controle meer over dorpen in Gali in de buurt van de Abchazische grens.
In mei 1998 escaleerde het conflict in het district Gali toen enkele honderden Georgische paramilitairen van het Witte Legioen de grens van Abchazië overstaken. Naar eigen zeggen was de Mchedrioni daar ook met 100 man bij betrokken, ondanks dat ze in 1995 waren ontmanteld. De Abchazische separatistische autoriteiten brachten hun troepen in paraatheid en stelden dat de Georgische guerrillas een offensief aan het voorbereiden waren, een vermoeden dat versterkt werd door de oproep aan Georgiërs in het district om huis en haard te verlaten. De Georgische guerrillas kregen begin mei 1998 de controle over een aantal dorpen in Gali, tot de Abchazische troepenmacht het gebied in werd gestuurd. De confrontatie duurde een week en leidde tot honderden doden, 40.000 Georgische vluchtelingen en meer dan 1700 afgebrande (Georgische) huizen. President Edoeard Sjevardnadze verdedigde zich tegen verwijten dat hij het leger niet had gestuurd om de guerillas te verdedigen, dat de "Georgische strijdkrachten niet gevechtsklaar" waren.

## Augustus 2008 en de gevolgen
Nadat er in augustus 2008 hevige gevechten waren uitgebroken in Zuid-Ossetië tussen Georgische troepen aan de ene kant en Russische en Ossetische aan de andere kant, verplaatsten de onlusten zich ook naar Abchazië. De Georgische troepen die in de Kodorivallei waren gestationeerd werden door Abchazische strijders met hulp van de Russen verdreven waardoor Georgië het laatste stukje gezag in Abchazië verloor. Al snel zei Georgië de uit 1994 stammende wapenstilstand op. Naar aanleiding van deze oorlog verklaarde Rusland op 26 augustus dat het zowel Zuid-Ossetië als Abchazië zou erkennen.